# Efecto pogo

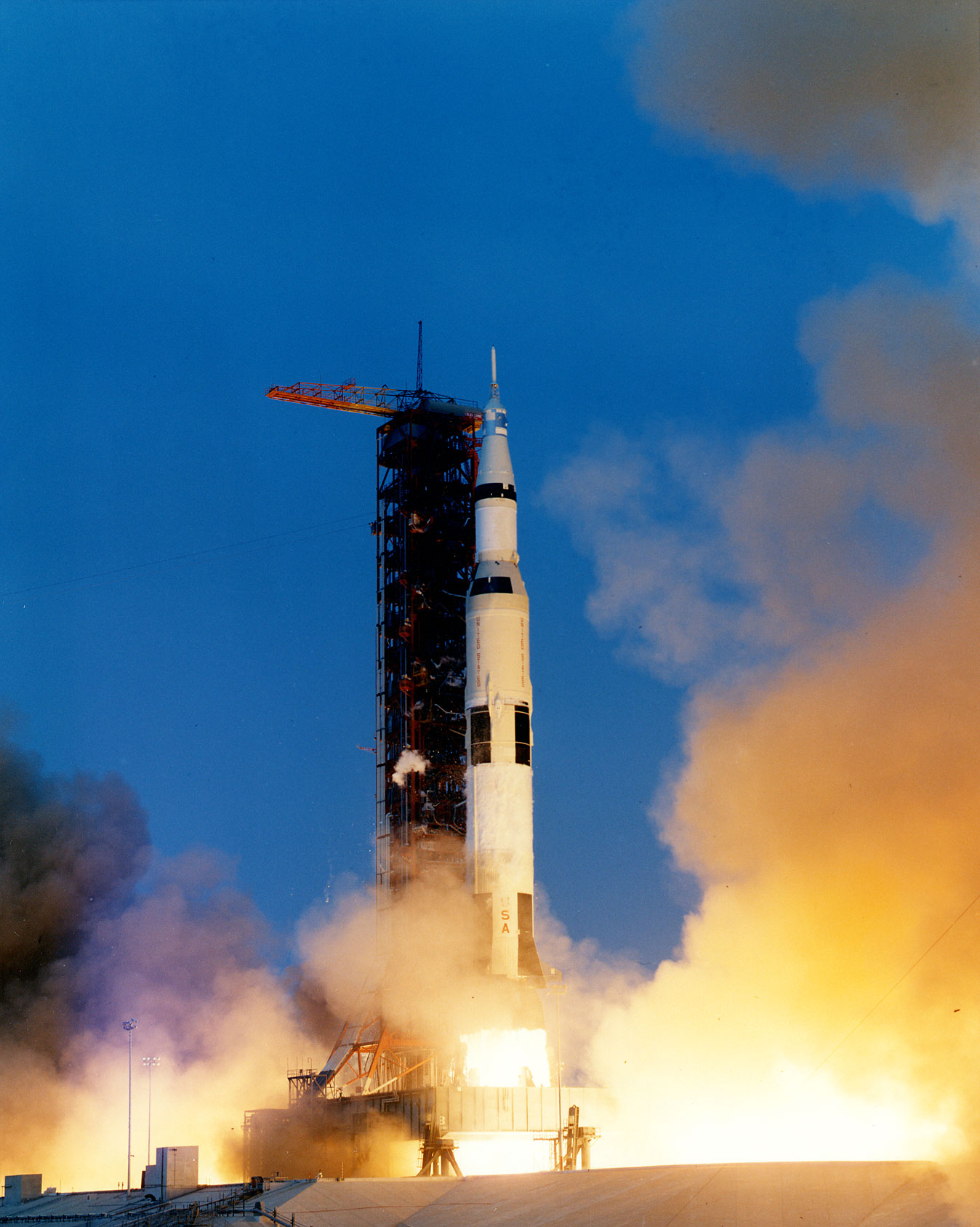
Durante el lanzamiento de la misión Apolo 13, el motor J-2 central del segundo tramo del Saturno V se apagó debido a oscilaciones pogo.

El efecto pogo u oscilación pogo es la oscilación violenta de motores de cohete debido a la combustión inestable de propelente.
Esta oscilación se ve mitigada por una serie de amortiguadores mecánicos en la conducción del oxígeno líquido (LOX), pero no en la conducción del hidrógeno líquido, respectivamente el oxidante y el combustible de los cohetes de combustible líquido Saturno V y del transbordador espacial.
Los casos más conocidos de oscilaciones pogo se produjeron en la primera etapa del Apolo 6 y en el motor central de la segunda etapa durante de la misión Apolo 13, durante el ascenso hacia la órbita de aparcamiento terrestre.